# S móvil indoeuropea
En los estudios indoeuropeos, la S móvil indoeuropea o S mobile (mobile pronunciado como [mobile], adjetivo neutro latino, castellanizado en la forma móvil) designa un prefijo o "alargamiento inicial" de una raíz del Idioma protoindoeuropeo (PIE) del que no siempre queda huella en las formas derivadas en los modernos idiomas indoeuropeos.

## Introducción
Entre los prefijos reconstruidos mediante los métodos de la lingüística histórica a partir del trabajo comparativo de las lenguas indoeuropeas se encuentra un prefijo monoconsonántico *s- con comportamiento peculiar.
Este prefijo indoeuropeo *s- (s móvil) aparece frecuentemente en los verbos. Y aunque muchas veces está presente en algunos derivados en otros no aparece. Esta aparente opcionalidad es lo que llevó a denorminar a este prefijo como s móvil. El prefijo *s- siempre antecede a otra consonante, nunca a una vocal. Las combinaciones más frecuentes son las que se dan con oclusivas sordas: *(s)p-, *(s)t-, *(s)k-; aunque también se da con líquidas y nasales: *(s)l-, *(s)m-, *(s)n-; y menos frecuente es la combinación con aproximante *(s)w-.

## Origen
Aunque el prefijo *s- aparece especialmente en verbos también parece darse con raíces de significado netamente substativo. Así por ejemplo se ha reconstruido el término *(s)teur-o-s, que probablemente significó ‘bisonte’, derivó en el latín taurus ‘toro’ (sin s móvil), pero inglés antiguo steor ‘toro’ (con s móvil). Al parecer las dos variantes (*stauros / *tauros) existieron juntas en el idioma protoindoeuropeo, pero mientras que el protogermánico (aparte del germánico austral) ha preservado la forma con la s-móvil, el itálico, céltico, eslavo y otros, todos tienen palabras para 'toro' que conservan la sibilante en la raíz. Compárese también: inglés steer, gótico stiur, alemán Stier y avéstico staora- - pero nórdico antiguo þjórr, irlandés antiguo tarb, latín taurus (español toro), griego antiguo taûros,  lituano taũras, ruso tur y albano taroç.
En otros casos es el germánico el que presenta formas sin la s móvil. La raíz *(s)teg-, 'cubrir', ha dado el inglés thatch, alemán decken, y también latín tegia, toga, tegere (con reflejos en español como teja < tegula y techo < tectum < *(s)teg-to); pero también el griego stégō y ruso stog. El hecho de que no haya consistencia sobre qué grupos lingüísticos conservan la s móvil en los casos individuales prueba que es un fenómeno original del indoeuropeo, y no un elemento añadido o perdido en la historia posterior de las lenguas particulares.
A veces el desarrollo posterior de la raíz es diferente entre las formas que conservan o no la s móvil. Por ejemplo, por la ley de Grimm, una *p en pIE se convierte en f en protogermánico, pero el grupo *sp no se ve afectada por esto. De esta manera, la raíz *(s)prek, que quizás significaba 'esparcir' tiene al parecer dos reflejos diferenciados en inglés: sprinkle y freckle. Otro caso parecido es el de spring ‘brotar, brincar’ y frog ‘rana’, del pIE *(s)preu ‘saltar’. 
Una teoría del origen de la s móvil es que fue influida por un sufijo de la palabra precedente. Ya que el nominativo de los sustantivos indoeuropeos frecuentemente acababa en *-s, se sigue que los verbos estaban a menudo precedidos por este fonema. Si el mismo verbo ya comenzaba con una s-, el resultado era una doble s, que fue eliminada en el pIE tardía a través de una simplificación de las geminadas que es observable en todas las variantes del lenguaje. Se ha argumentado que obviamente esto no pudo ocurrir con formas en el mismo caso que las anteriores, pero que eran usadas en diferentes posiciones sintácticas. Desde este punto de vista, las formas con la *s- son originales. Esto parece más probable que la visión opuesta, que sostiene la mencionada teoría de asimilación de sufijos.

## Ejemplos
|    | raíz        | significado                | reflejos con s-                                             | reflejos sin s-                                      |
| -- | ----------- | -------------------------- | ----------------------------------------------------------- | ---------------------------------------------------- |
| sk | *(s)kap-    | herramienta                | griego skeparnion                                           | Latín capus                                          |
|    | *(s)kel-    | encorvado                  | alemán schielen ‘bizquear’, griego skolex ‘gusano’          | griego kolon ‘miembro’                               |
|    | *(s)kep-    | raspar                     | inglés scab 'costra'                                        | bajo latín capulare ‘cortar’ (esp. cachar, cacho)    |
|    | *(s)ker-    | cortar                     | inglés shear 'esquilar', sheer 'escarpado', share 'porción' | latín curtus (esp. corto)                            |
|    | *(s)ker-    | doblar                     | inglés shrink 'encoger'                                     | latín curvus (esp. curvo)                            |
|    | *(s)kleu-   | cerrar                     | alemán schließen                                            | latín claudere (esp. clausura, incluir)              |
|    | *(s)kwal-o- | gran pez                   | latín squalus (esp. escualo)                                | inglés whale ‘ballena’                               |
| sl | *(s)leg-    | flojo                      | inglés slack 'íd.'                                          | latín laxus (esp. laxo), irlandés lacc               |
|    | *(s)lei-    | viscoso                    | inglés slime 'cieno'                                        | latín linere ‘ungir’                                 |
| sm | *(s)mek-    | barbilla                   | irlandés smeach                                             | latín maxilla (esp. mejilla)                         |
|    | *(s)melo-   | animal pequeño             | inglés small 'pequeño'                                      | gaélico mial ('piojo')                               |
| sn | *(s)neigwh- | nieve                      | inglés snow 'íd.'                                           | latín nix (esp. nieve)                               |
|    | *(s)nus-    | nuera                      | alto alemán antiguo snuor                                   | latín nurus (esp. nuera)                             |
| sp | *(s)peik-   | pájaro carpintero / urraca | alemán Specht ‘pájaro carpintero’                           | latín pica (esp. pega 'urraca')                      |
|    | *(s)plei-   | grieta                     | inglés split 'íd.', splinter 'astilla'                      | inglés flint 'sílex'                                 |
|    | *(s)perg-   | gorrión                    | inglés sparrow                                              | latín parra                                          |
| st | *(s)teh2-   | estar de pie               | latín stare (esp. estar), holandés staan 'íd.'              | irlandés ta ‘ser’                                    |
|    | *(s)twer-   | remolino                   | alemán stören 'destruir'                                    | latín turba 'conmoción' (esp. turba, torbellino)     |
| sw | *(s)wagh-   | resonar                    | English sough 'susurro'                                     | latín vagio (esp. vagido, 'llanto de recién nacido') |